# Права ЛГБТ в Финляндии
Права ЛГБТ в Финляндии — защита прав и достоинства людей с гомосексуальной, бисексуальной ориентацией и трансгендерных людей на территории Финляндии.
В 2019 году в рейтинге равноправия полов в странах ЕС Финляндия заняла четвёртое место.

## Правовое положение
С 1894 года гомосексуализм начал преследоваться в Великом княжестве Финляндском в уголовном порядке.
С 1971 года однополые сексуальные отношения легализованы на всей территории страны, а с 1981 года гомосексуальность исключена из списка заболеваний. В 2011 году исключён из списка заболеваний трансвестизм.
В 2003 году принят закон о трансгендерности, по которому лицу, изменяющему пол, предписано расторгнуть имеющийся брак и пройти стерилизацию. В 2014 году инициатива Министерства социального обеспечения и здравоохранения об упразднении данных пунктов закона натолкнулась на противодействие Христианско-демократической партии в кабинете Стубба, заблокировавшей изменение в законодательстве.
Несмотря на наличие ряда финских правозащитных организаций (SETA и др.), специализированных заведений (DTM и др.), законодательно закреплённых однополых браков (с 2014 года), а также ежегодного проведения мероприятий Helsinki Pride, Mr. Gay Finland (с 2010), Miss Gay Finland (с 2013), по оценкам психологов, в небольших городах Финляндии представители сексуальных меньшинств не осмеливаются показываться на публике даже в специальных клубах и барах, чаще других страдают от одиночества, депрессии и суицидального поведения. Четверть школьников, принадлежащих к сексуальным меньшинствам, сталкивается с физическим насилием.
В 2017 году отмечалось, что получение права убежища в Финляндии на основе сексуальной ориентации или гендерной идентичности для лиц из других стран становится всё труднее, так как просители не могут убедительно доказать в иммиграционной службе свою гомосексуальность.
23 марта 2018 года на Сенатской площади в Хельсинки прошла демонстрация за обновление закона о трансгендерных людях. В международной правозащитной организации Amnesty International поставили целью, чтобы Финляндия приняла необходимые поправки в закон о трансгендерах к концу 2019 года. Ранее, в октябре 2017 года, сообщалось, что в Финляндии трансгендерный мужчина вынашивает ребёнка, испытывая при этом юридические сложности, а контролер в общественном транспорте Турку спросил одетого в розовое мальчика о его половой принадлежности.
В сентябре 2021 года стало известно, что парламент Финляндии в скором времени рассмотрит полный запрет на конверсионную терапию.

## Защита прав ЛГБТ в Финляндии
С 1995 года запрещена дискриминация человека по признаку сексуальной ориентации, а с 2005 года - по признаку гендерной идентичности.
В 2010 году за нападение на участников шествия «Helsinki Pride», проявившееся в распылении перцового аэрозоля, к уголовному наказанию были привлечены трое 20-летних мужчин.. В 2012 году также был задержан один мужчина, забрасывавший процессию яйцами. Своё покровительство мероприятию «Helsinki Pride» оказал министр культуры и спорта Пааво Архинмяки, высказавшийся за прекращение дискриминации сексуальных меньшинств в спорте.
В 2010 году офисы организации за сексуальное равенство SETA в Хельсинки и Ювяскюля были подвергнуты нападению неизвестных лиц. Атаки вызвали приток в организацию новых членов.
В 2011 году президент Финляндии Тарья Халонен в период пребывания на посту главы государства была подвергнута порицанию со стороны одного из офицеров вооружённых сил Финляндии за то, что с 1980 по 1981 годы была председателем общества SETA Ry (фин. Seksuaalinen Tasavertaisuus ry — «Сексуальное равенство»), организации по защите прав ЛГБТ, в связи с чем офицер, допустивший дискриминационные высказывания, был привлечён к суду и приговорён к штрафу.
В июле 2012 года в военной бригаде Кайнуу прошла внутренняя проверка по случаю высказывания кадрового офицера, заявившего перед новобранцами, что «гомосексуализм — это болезнь, и излечить его можно побоями», в связи с чем офицер получил строгий выговор от командования.
7 июля 2012 года в Оулу совершена газовая атака против участников дискуссионного мероприятия о положении сексуальных меньшинств из числа беженцев, а также угрозе со стороны ультраправых.
В конце 2016 года комиссия по вопросам равноправия вынесла главврачам пяти университетских больниц условный штраф в размере 30 тысяч евро за дискриминацию женских однополых пар при оказании услуг искусственного оплодотворения в системе публичного здравоохранения.
В 2018 году старший констебль полиции города Вааса Линнеа Вест инициировала создание группы поддержки сексуальных меньшинств в полиции Финляндии, что получило одобрение рабочей группы Полицейского управления по вопросам равноправия.
В 2019 году дома престарелых Камппи и Кинапори получив сертификат от SETA, обязались продвигать идеи равноправия.

### Донорство для мужчин, имеющих секс с мужчинами
Запрет на донорство крови для мужчин, практикующих секс с мужчинами (МСМ) был введён во многих странах Европы во второй половине 1980-х годов с началом эпидемии СПИДа. Согласно директиве ЕС 2004/33/EG от 22 марта 2004 года, от донорства крови должны быть исключены лица, «чьё сексуальное поведение сопряжено с повышенным риском гемотрансфузионного способа передачи инфекций, вызывающих тяжёлые заболевания».
До 2014 года в Финляндии мужчины, практикующие секс с мужчинами, не могли являться донорами крови. В 2013 году национальное Агентство по безопасности и развитию в области фармацевтики «Fimea» пересмотрело полный запрет на донорство крови МСМ и с 12 мая 2014 года разрешило сдавать кровь после года воздержания от однополых сексуальных контактов.